# Elezioni regionali in Liguria del 1990
Le elezioni regionali in Liguria del 1990 si tennero il 6-7 maggio.

## Risultati elettorali
| Liste                                                        | Voti      | %     | Seggi |
| ------------------------------------------------------------ | --------- | ----- | ----- |
| Partito Comunista Italiano (PCI)                             | 330.029   | 28,37 | 12    |
| Democrazia Cristiana (DC)                                    | 320.412   | 27,54 | 12    |
| Partito Socialista Italiano (PSI)                            | 163.512   | 14,06 | 6     |
| Lega Nord Liguria (LN)                                       | 71.311    | 6,13  | 2     |
| Lista Verde - Verdi Arcobaleno (LV-VA)                       | 66.740    | 5,74  | 2     |
| Partito Repubblicano Italiano (PRI)                          | 47.728    | 4,10  | 1     |
| Movimento Sociale Italiano - Destra Nazionale (MSI-DN)       | 39.276    | 3,38  | 1     |
| Partito Liberale Italiano (PLI)                              | 34.930    | 3,00  | 1     |
| Partito Socialista Democratico Italiano (PSDI)               | 26.503    | 2,28  | 1     |
| Partito Pensionati (PP)                                      | 20.942    | 1,80  | 1     |
| Antiproibizionisti sulla droga                               | 16.429    | 1,41  | 1     |
| Partito Democratico Cacciatori-Agricoltori-Pescatori (PDCAP) | 13.484    | 1,16  | -     |
| Democrazia Proletaria (DP)                                   | 12.000    | 1,03  | -     |
| Totale                                                       | 1.163.296 |       | 40    |

| Riepilogo dei seggi | Riepilogo dei seggi | Riepilogo dei seggi | Riepilogo dei seggi | Riepilogo dei seggi | Riepilogo dei seggi | Riepilogo dei seggi |
| ------------------- | ------------------- | ------------------- | ------------------- | ------------------- | ------------------- | ------------------- |
|                     |                     |                     |                     |                     |                     |                     |
| PCI                 | 12                  | ▼ 3                 |                     | PSI                 | 6                   | ▲ 2                 |
| PSDI                | 1                   | ━                   |                     | LV - VA             | 2                   | ▲ 1                 |
| Antiproibizionisti  | 1                   | Nuovo               |                     | LN                  | 2                   | Nuovo               |
| PRI                 | 1                   | ▼ 1                 |                     | Pensionati          | 1                   | Nuovo               |
| DC                  | 12                  | ▼ 1                 |                     | PLI                 | 1                   | ━                   |
| MSI-DN              | 1                   | ▼ 1                 |                     | DP                  | 0                   | ▼ 1                 |

## Consiglieri eletti
| Collegio  | Lista                                         | Eletto               |
| --------- | --------------------------------------------- | -------------------- |
| Genova    | Partito Comunista Italiano                    | Roberto Di Rosa      |
|           | Partito Comunista Italiano                    | Graziano Mazzarello  |
|           | Partito Comunista Italiano                    | Giunio Luzzatto      |
|           | Partito Comunista Italiano                    | Paola Profumo        |
|           | Partito Comunista Italiano                    | Mario Margini        |
|           | Partito Comunista Italiano                    | Giuliano Gallanti    |
|           | Partito Comunista Italiano                    | Alessandro Andreotti |
|           | Democrazia Cristiana                          | Giacomo Gualco       |
|           | Democrazia Cristiana                          | Edmondo Ferrero      |
|           | Democrazia Cristiana                          | Ines Boffardi        |
|           | Democrazia Cristiana                          | Gianfranco Viale     |
|           | Democrazia Cristiana                          | Giancarlo Mori       |
|           | Democrazia Cristiana                          | Marco Desiderato     |
|           | Partito Socialista Italiano                   | Fabio Morchio        |
|           | Partito Socialista Italiano                   | Michele Denaro       |
|           | Partito Socialista Italiano                   | Renzo Muratore       |
|           | Lega Nord                                     | Bruno Ravera         |
|           | Verdi                                         | Virgilio Besazza     |
|           | Verdi                                         | Romolo Benvenuto     |
|           | Partito Repubblicano Italiano                 | Giovanni Persico     |
|           | Partito Liberale Italiano                     | Bruno Valenziano     |
|           | Movimento Sociale Italiano - Destra Nazionale | Giorgio Bornacin     |
|           | Partito Socialista Democratico Italiano       | Giuseppe Merlo       |
|           | Partito Pensionati                            | Elisabetta Fatuzzo   |
|           | Antiproibizionisti sulla droga                | Massimo Teodori      |
| Imperia   | Democrazia Cristiana                          | Giovanni Cozzi       |
|           | Democrazia Cristiana                          | Leo Pippione         |
|           | Partito Comunista Italiano                    | Lorenzo Trucchi      |
|           | Partito Socialista Italiano                   | Eraldo Crespi        |
| La Spezia | Partito Comunista Italiano                    | Franco Bertolani     |
|           | Partito Comunista Italiano                    | Sandro Bertagna      |
|           | Democrazia Cristiana                          | Loriano Isolabella   |
|           | Democrazia Cristiana                          | Egidio Banti         |
|           | Partito Socialista Italiano                   | Carlo Baudone        |
| Savona    | Democrazia Cristiana                          | Paolo Rosso          |
|           | Democrazia Cristiana                          | Rosavio Bellasio     |
|           | Partito Comunista Italiano                    | Bruno Marengo        |
|           | Partito Comunista Italiano                    | Claudio Buscaglia    |
|           | Partito Socialista Italiano                   | Lorenzo Spotorno     |
|           | Lega Nord                                     | Giovanni Genta       |